# Jane Borges
Jane de Sousa Borges Oliveira (Goiânia, 15 de novembro de 1984) é a Miss Brasil Mundo 2006. É a segunda mulher do estado de Goiás a obter o título, em 30 de julho de 2006, na cidade de Curitiba.
Jane Borges derrotou quarenta candidatas em cerimônia realizada em Curitiba, no Paraná.
Nascida em Goiânia, Goiás, participou de concursos de beleza pela primeira vez no ano de 2003. Em 2004 foi eleita Miss Goiás, versão universo, não ficando classificada.
Trabalhou como modelo internacional até o ano de 2010 e hoje atua como repórter, produtora e editora na PUC TV Goiás.
É graduada como técnica superior de radialismo pelo Senac.
Graduada em comunicação social: Jornalismo pela PUC Goiás.[carece de fontes?]

## Medidas
- Altura: 1,80 m
- Peso: 60 kg
- Busto: 92 cm
- Cintura: 62 cm
- Quadril: 92 cm

## Miss Mundo 2006
No concurso de Miss Mundo, disputado em Varsóvia, Polónia, no dia 30 de setembro de 2006, foi eleita Miss Rainha das Américas, ficando com o quarto lugar.

## Outros concursos
O Miss Brasil Mundo não foi a primeira experiência de Jane Borges em um concurso de beleza. Em 2004, participou do Miss Brasil representando o mesmo estado de Goiás, mas não foi classificada entre as finalistas. Em 2005 representou o Brasil no Miss Model International 2005, ficando em terceiro lugar. Já em 2008 participou do Reina Hispanoamericana, ficando com o segundo lugar.
A modelo de 1m80 de altura já trabalhou, por dois anos, um programa de rádio, no qual boa parte é destinada a realizar sonhos dos ouvintes, com premiações variadas. Depois do concurso se tornou modelo internacional, trabalhando por diversos países como Alemanhã, Turquia, Itália, Espanha, EUA... É uma mulher determinada, humilde e que busca realizar todos os sonhos, principalmente o impossível.